# Kanamori Yoshishige
Kanamori Yoshishige (金森 可重?; 1559 – 20 settembre 1615) fu un daimyō giapponese del periodo Edo.

## Biografia
Figlio di Nagao Kagenaga, era chiamato Arishige, e fu adottato da Kanamori Nagachika.
Servì Oda Nobunaga e successivamente Toyotomi Hideyoshi. Nel 1600 si schierò con i Tokugawa durante la campagna di Sekigahara. Dopo la morte del padre adottivo ereditò i suoi feudi nella provincia di Hida. Durante la campagna di Osaka difendette il castello di Kishiwada (Izumi) dove combatté con tale impeto che le scritture dell'epoca gli attribuirono ben 208 teste di nemici. Venne succeduto dal secondo figlio Shigeyori.
Viene ricordato anche per le sue abilità nella cerimonia del tè, dote che aveva appreso assieme al padre adottivo da Sen no Rikyū. I suoi discendenti vennero spostati a Yamata (Mino, 20.000 koku) nel 1697. L'ultimo daimyō, Yorikane, ebbe i suoi territori confiscati a causa di malgoverno.